# Thom Balfoort
Thomas Johannes Petrus (Thom) Balfoort (Voorschoten, 22 augustus 1876 - Kapellen, 14 maart 1964) was een Nederlandse beeldhouwer.

## Leven en werk
Balfoort kwam als 15-jarige te werken op de fabriek van Van Kempen in zijn geboorteplaats en leerde daar het werk van een zilversmid. Vier jaar later trok hij naar Amsterdam, waar hij studeerde aan de school voor kunstnijverheid en aan de Rijksakademie van beeldende kunsten. Hij was leerling van onder anderen Ludwig Jünger en Bart van Hove. Hij studeerde vervolgens twee jaar in Wenen. Hij beeldhouwde portretten van onder anderen koningin Wilhelmina, Abraham Kuyper en Frederik Lodewijk Rutgers.
Van 1912 tot 1930 woonde en werkte hij in Nederlands-Indië, waar hij sieraden ontwierp en directeur was van N.V. 'De Parel' in Batavia. Na een aantal jaren in Nederland, vestigde hij zich rond 1934 in België.
Hij overleed op 87-jarige leeftijd.